# Sissal
Sissal Jóhanna Norðberg Niclasen (Tórshavn, 13 de febrer de 1995), coneguda com a Sissal, és una cantant feroesa. Va ser elegida per representar Dinamarca al Festival de la Cançó d'Eurovisió 2025 amb la cançó «Hallucination».
Sissal va néixer a Tórshavn, la capital de les illes Fèroe, i és filla de l'artista feroesa Mikkalina Norðberg.
Sissal va publicar el seu primer EP, Hear Me Now, el 2025. El febrer de 2025, va ser anunciada com una de les vuit participants del Dansk Melodi Grand Prix amb la cançó «Hallucination». El vot combinat del jurat i del públic va assegurar la seva victòria i, en conseqüència, l'oportunitat de representar Dinamarca al Festival de la Cançó d'Eurovisió 2025 a Basilea. És la segona artista feroesa que representa Dinamarca a Eurovisió després de Reiley el 2023.
Sissal cita la cantant noruega Dagny i la cantant sueca Robyn entre les seves inspiracions musicals.
El 2020, Sissal es va traslladar a Copenhaguen per iniciar la seva carrera musical internacional. Té dues filles.